# Wim van der Kroft
Wim van der Kroft   (Haarlem, 16 d'agost de 1916 - Den Helder, 21 de març de 2001) fou un piragüista neerlandès que va competir entre les dècades de 1930 i 1950.
El 1936 va prendre part en els Jocs Olímpics d'Estiu de Berlín on, fent parella amb Nicolaas Tates, guanyà la medalla de bronze en la competició del K-2, 1.000 metres del programa de piragüisme. El 1948, als Jocs de Londres, fou cinquè en la prova del K-1, 1.000 metres i el 1952, a Hèlsinki, quart en la mateixa prova.